# Emerson Ávila

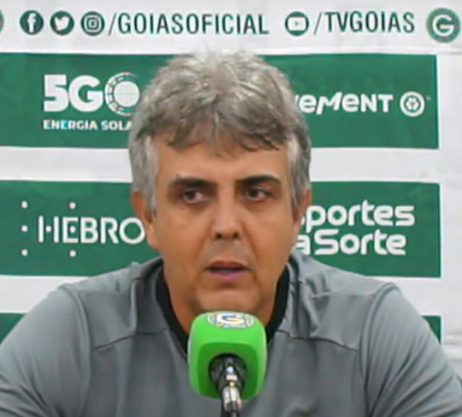
2023-ban

Emerson Rodrigues Ávila (Belo Horizonte, 1967. július 16. –) brazil labdarúgóedző.

## Pályafutása
A Minas Gerais állambeli Belo Horizonte városában született, a Santa Tereza fitneszedzőjeként kezdte a pályafutását 1992-ben. 1996-ban a Cruzeiro csapatának edzője lett.
Tíz évig dolgozott a Cruzeiro utánpótláscsapatainál, majd 2005-ben a felnőtt csapat segédedzője lett. 2007. április 30-án nevezték ki ideiglenes vezetőedzőnek, miután Paulo Autuori lemondott. A 2007-es  Campeonato Mineiro-döntő visszavágóján 2–0-ra győztek az Atlético Mineiro ellen, azonban a csapata 4–2-es összesítéssel elveszítette a bajnoki címet. Ávila ezután visszatért asszisztensi szerepébe Dorival Júnior kinevezése után, majd 2007. július 18-án a Série B-ben szereplő Ipatinga vezetőedzőjévé nevezték ki.
Az Ipatinga a szezon végén először jutott fel a Série A-ba, de 2008. február 18-án, miután az új idény első négy meccsén három vereséget szenvedtek, Ávilának távoznia kellett.
2008. április 7-én kinevezték a másodosztályban szereplő Grêmio Barueri élére. Június 14-én elküldték a csapattól, ezért július 3-án visszatért a Cruzeiróhoz technikai koordinátorként.
2009. július 17-én újra az Ipatinga edzője lett, ahol a klub a második körbe került, de október 22-én felmentették tisztségéből, miután 18 meccsen mindössze öt győzelmet aratott.
2010. január 29-én átvette a Campeonato Cariocában érdekelt Boavista együttesét, de március 25-én Jorge Porto váltotta fel.
Visszatért a Cruzeiróhoz, ahol a technikai koordinátor szerepét kapta. 2010 júniusában nevezték ki ideiglenes vezetőedzővé, miután Adílson Batista lemondott.
Ávila 2011-ben a brazil 17 éven aluliak csapatát a dél-amerikai U17-es bajnoki címig vezette, majd a 2011-es U17-es labdarúgó-világbajnokságon együttese a negyedik helyen végzett. 2011. szeptember 2-án visszahelyezték Cruzeiróba, az elbocsátott Joel Santana helyére.